# 源じいの森駅
源じいの森駅（げんじいのもりえき）は、福岡県田川郡赤村大字赤にある平成筑豊鉄道田川線の駅である。駅番号はHC22。

## 歴史

### 年表
- 1995年（平成7年）7月21日：駅開業[1]。

### 駅名の由来
付近にある自然公園「源じいの森」の名に由来する。源じいの森の名前自体は付近で見られる源氏蛍の源、赤村の村花である春蘭の方言名「じいばば」のじい、赤村の7割を占める森林の森を組み合わせて名づけられた。

## 駅構造
単式ホーム1面1線の地上駅である。無人駅で駅舎はない。駅前の道路と直結している。

## 駅周辺
- 源じいの森[3]
- 源じいの森温泉
- 赤村ふるさとセンター
- 車掌車「ヨ9001」 - 源じいの森に静態保存されている[4]。
- 第二石坂トンネル - 崎山駅と当駅の間で通過する。

## 隣の駅
平成筑豊鉄道
■田川線
崎山駅 (HC23)  - 源じいの森駅(HC22)  - 油須原駅 (HC21)